# اطلس کورپوریشن
اطلس کورپوریشن (انگلیسی: Atlas Corporation) شرکت سرمایه‌گذاری آمریکایی است، که در سال ۱۹۲۸ تأسیس شد.